# André de Samosate
André de Samosate, évêque de Samosate, est un adversaire de Cyrille d'Alexandrie durant la crise nestorienne.
On ne sait pratiquement rien de lui en dehors de son rôle dans la crise nestorienne (430-434). Selon Pierre Évieux, il est probable qu'il est d'origine syrienne, qu'il connaît à la fois le grec et le syriaque, qu'il a étudié à Antioche ou à proximité et qu'il a bénéficié d'une bonne formation littéraire et rhétorique, auprès notamment de disciples de Libanios. Il paraît clair aussi qu'il est devenu évêque avant 423, et l'est en tout cas en 427.
Jean d'Antioche, personnage important de la mouvance nestorienne, demande en décembre 430 à André et à son ami Théodoret de Cyr, considérés tous deux comme les meilleurs théologiens de son conseil, de réfuter les thèses de Cyrille d'Alexandrie et particulièrement ses douze anathématismes rédigés après un synode réuni en août 430 autour du pape Célestin Ier à Rome. André répond en se faisant le porte-parole des évêques d'Orient.
Il meurt entre 444 et 449.

## Écrits
- Clavis Patrum Græcorum 6373-6385.